# Baş Göynük
Baş Göynük (ryska: Баш Гейнюк) är en ort i Azerbajdzjan.   Den ligger i distriktet Şəki Rayonu, i den centrala delen av landet, 250 kilometer väster om huvudstaden Baku. Baş Göynük ligger 858 meter över havet och antalet invånare är 1 658.
Terrängen runt Baş Göynük är bergig åt nordost, men åt sydväst är den kuperad. Närmaste större samhälle är Sheki, 15,6 kilometer söder om Baş Göynük. 
I omgivningarna runt Baş Göynük växer i huvudsak lövfällande lövskog. Runt Baş Göynük är det ganska glesbefolkat, med 38 invånare per kvadratkilometer.